# Bifă
O bifă este un semn (✓, ✔, ☑ etc.) care indică faptul că un lucru a fost verificat, controlat, acceptat, ales, afirmat, corect sau realizat, de obicei în opoziție cu semnul X (✗, ✘, ☒ etc.), care indică negația.

## Diferențe internaționale
- În România, se practică și bifarea cu X în sens pozitiv.[2][3][4]
- Bifarea cu X are sens pozitiv în buletinele de vot din Marea Britanie.[5]
- Deseori, în școlile din Suedia, ✓ indică un răspuns greșit,[6] iar R (de la rätt) indică un răspuns corect. Un lucru similar se petrece în Canada, unde răspunsurile corecte sunt indicate cu B (de la bien sau bon).
- În Finlanda, ✓ (de la väärin) indică un răspuns greșit, iar •/• indică un răspuns corect.
- În Japonia și Coreea, se folosește semnul ◯ în sens pozitiv, și ✗ în sens negativ.

## Unicode
Categoria „Symbol, Other” din Unicode conține diverse bife:
- U+237B ⍻ not check mark
- U+2611 ☑ ballot box with check
- U+2705 ✅ white heavy check mark
- U+2713 ✓ check mark
- U+2714 ✔ heavy check mark
- U+1F5F8 🗸 light check mark
- U+1F5F9 🗹 ballot box with bold check

## Istoric
Se crede că bifa a fost creată pe vremea Imperiului Roman. „V” se folosea ca abreviere pentru veritas („adevărat”). Litera se folosea pentru a indica afirmația, adevărul sau confirmarea elementelor din liste. Cu timpul, forma sa s-a schimbat. Când oamenii au început să încerce să scrie rapid, partea dreaptă s-a alungit, în timp ce partea stângă s-a scurtat, din cauza faptului că instrumentele de scris de la acea vreme nu eliberau cerneala imediat, rezultând bifa de astăzi.